# Tatsuro Kimura
Tatsuro Kimura (木村 龍朗 Kimura Tatsuro?), född 24 juni 1984 i Hiroshima prefektur, är en japansk före detta fotbollsspelare.
Kimura började sin karriär 2003 i Sanfrecce Hiroshima. 2006 flyttade han till Zweigen Kanazawa. 2006 blev han utlånad till V-Varen Nagasaki. Han avslutade karriären 2008.